# ヒラコテリウム
ヒラコテリウム（Hyracotherium）は、始新世にイングランドに生息していた哺乳類。かつては現生するウマ科動物の最古の祖先と考えられており、北アメリカのエオヒップス（Eohippus）は別名（シノニム）とされていた。しかし、有効な種がタイプ種のH. leporinumのみとなり他の種は別属に再分類されることとなった。また、エオヒップスのようなかつてヒラコテリウム属に含まれていた属がウマ科であるのに対しヒラコテリウムはパレオテリウム（Paleotherium）と同じパレオテリウム科（Palaeotheriidae）に分類されるようになり、現生のウマとは系統的な繋がりはない。

## 発見史と分類
1838年にイギリス・サフォーク州の河畔で歯の化石が発見されたのを最初として、翌1839年にもイギリス南部の海岸で同じ特徴の歯が付いた頭蓋骨の化石が発見された。これらはいずれも新種の動物のものであると考えられたが、鑑定を行った生物学者のリチャード・オーウェンは、当初この化石をウマ科動物のものであるとは考えず、頭蓋骨の特徴、目の位置、歯の形状などから、イワダヌキ科に属するハイラックスに近いと判断し、1841年、「ハイラックス様の獣」を意味する「ヒラコテリウム」と名付けた。
以降もヨーロッパで同様の化石が発見されたが、いずれも断片的なものでウマ科動物との関連付けは行われなかった。しかしその後北米において系統的なウマの化石が次々と発掘され、さらに始新世の地層から前肢4本、後肢3本の指先に蹄を持つ生物の全身骨格が発見された。これに対して1876年にオスニエル・チャールズ・マーシュが「始新世のウマ」を意味する「エオヒップス」と名付けた。一方でエドワード・ドリンカー・コープによって始新世の北米産奇蹄類が「ヒラコテリウム」として分類されており、のちにジェイコブ・ローソン・ウォートマンはコープのヒラコテリウムとマーシュのエオヒップスの比較により、両者が同一の動物であるとの主張を行った。この説は広く受け入れられていたが、2002年の研究において分類の再検討が行われた。その結果、ヒラコテリウム属に含まれるのはタイプ種のH. leporinumのみであり、かつて同属に分類された種は以下のように再分類されている。
- H. angustidens （アメリカ）→エオヒップス Eohippus angustidens
- H. seekinsi （アメリカ）→Eohippus cf. angustidens
- H. vulpiceps （イギリス）→Pliolophus vulpiceps
- H. craspedotum （アメリカ）→Xenicohippus craspedotum
- H. grangeri （アメリカ）→Xenicohippus grangeri
- H. osborni （アメリカ）→Xenicohippus osborni
- H. sandrae （アメリカ）→Sifrhippus sandrae
- H. index（アメリカ）→Minippus index
- H. grangeri （アメリカ）→Arenahippus grangeri（Arenahippus属をSifrhippus属とシノニムとする説もある[10]）
- H. aemulor （アメリカ）→Arenahippus aemulor
- H. pernix（アメリカ）→Arenahippus pernix
- H. venticolum （アメリカ）→Protorohippus venticolum
- H. montanum （アメリカ）→Protorohippus montanum
- H. cuniculus （イギリス）→Cymbalophus cuniculus
- H. tapirinum （アメリカ）→Systemodon tapirinus

ヒラコテリウム属のタイプ種H. leporinumはウマ科ではなくパレオテリウム科（Palaeotheriidae）に分類されることが支持された。一方で、CymbalophusとSystemodonを除く上記の属は依然としてウマ科として分類されている。
2017年の研究によると、ヒラコテリウム属にはタイプ種のほか、かつてPropachynolophus属とされていた“Hyracotherium” leveiと“Hyracotherium” remyiの2種が暫定的に含まれている。これらの3種はパレオテリウム科内では初期に分岐した「hyracotheres」と呼ばれる基盤的なグループであるが、側系統群である可能性もある。